# 混合内存立方体
混合内存立方体（英語：Hybrid Memory Cube，HMC）是一种高性能计算随机存储器（RAM）接口，适用于基于硅穿孔（TSV）的堆叠DRAM内存。HMC与不兼容的竞争对手接口高頻寬記憶體（HBM）竞争。

## 概述
混合内存立方体由三星電子和美光科技于2011年共同开发，并于2011年9月由美光宣布推出。它承诺相较于DDR3实现15倍的性能提升。混合内存立方体联盟（HMCC）由多家主要科技公司支持，包括三星、美光科技、Open-Silicon、ARM、惠普（已退出）、微软（已退出）、Altera（2015年底被英特尔收购）和赛灵思。美光在继续支持HMCC的同时，于2018年因未能获得市场认可而停止了HMC产品的生产。
HMC结合了硅穿孔和微凸点，将多片（目前为4至8片）存储芯片叠层连接在一起。内存控制器则作为独立的芯片集成在其中。
HMC使用标准DRAM存储单元，但在相同容量下拥有比传统DRAM更多的数据分区。HMC接口与现有的DDRn（如DDR2或DDR3）及竞争性的高頻寬記憶體实现不兼容。
HMC技术于2011年获得《Microprocessor Report》出版商The Linley Group评选的“最佳新技术”奖。
首个公开规范HMC 1.0于2013年4月发布。根据该规范，HMC使用16通道或8通道（半宽带）全双工差分串行链路，每通道支持10、12.5或15 Gbit/s的SerDes。每个HMC封装被称为“立方体”，可通过立方体间链路串联构成最多8个立方体的网络，部分立方体可用作透传链路。典型的4链路立方体封装具有896个BGA引脚，尺寸为31×31×3.8毫米。
单个16通道链路在10 Gbit/s信号率下的理论原始带宽为40 GB/s（上下行各20 GB/s）；计划提供4链路和8链路立方体，但在8链路情况下HMC 1.0规范将链路速率限制为10 Gbit/s。因此，4链路立方体在15 Gbit/s SerDes下可达240 GB/s（各方向120 GB/s），而8链路立方体在10 Gbit/s SerDes下可达320 GB/s（各方向160 GB/s）。对于32字节最小数据包，有效带宽利用率为33%至50%；对于128字节数据包，为45%至85%。
如2011年HotChips 23会议所示，首代HMC演示立方体由四片50 nm DRAM存储芯片和一片90 nm逻辑芯片组成，总容量512 MB，尺寸27×27 mm，功耗11 W，供电电压1.2 V。
第二代HMC工程样片由美光于2013年9月交付。2 GB HMC样片（4片4 Gbit存储芯片堆栈）封装为31×31 mm，带4个HMC链路。2013年其他样片仅有2个HMC链路，封装尺寸16×19.5 mm。
HMC规范的第二版由HMCC于2014年11月18日发布。HMC 2提供12.5 Gbit/s至30 Gbit/s多种SerDes速率，总链路带宽达480 GB/s（各方向240 GB/s），但只承诺总DRAM带宽320 GB/s。封装可选2链路或4链路（较HMC1的4或8链路有所减少），并新增1/4宽选项（使用4通道）。
首款采用HMC的处理器为富士通的SPARC64 XIfx，该处理器应用于2015年推出的富士通PRIMEHPC FX100超级计算机。
JEDEC的Wide I/O和Wide I/O 2被视为面向移动计算的HMC对应技术，同样采用3D芯片堆栈。
2018年8月，美光宣布将放弃HMC，转而开发诸如GDDR6和高頻寬記憶體等竞争性高性能内存技术。

## 相关
- MCDRAM（英语：MCDRAM）
- 忆阻器
- 堆叠DRAM
- 芯片堆叠多芯片模块
- 高带宽内存（HBM），由AMD和海力士开发，用于AMD的Fiji和英伟达的Pascal